# Elanto
Elanto, officiellement société coopérative Elanto est une société coopérative  qui a fonctionné de 1905 à 2003 à Helsinki en Finlande. 
En 2004, Elanto a fusionné avec la Société coopérative d'Helsinki (HOK) pour former HOK-Elanto.